# Langeberg
La serra de Langeberg és una serralada de la província del Cap Occidental de Sud-àfrica. El seu cim més alt és el Keeromsberg amb 2.075 m que es troba a 15 km al nord-est de la ciutat de Worcester . Alguns dels cims més alts de la serralada es troben just al nord de Swellendam, en una subcategoria coneguda com els Clock Peaks el punt més alt dels quals és el Misty Point de 1.710 m d'alçada. La tradició local diu que es pot dir l'hora per mitjà de les ombres projectades pels set cims dels Clock Peaks.

## Etimologia
El nom és neerlandès i significa "muntanya llarga"

## Fisiografia i geologia

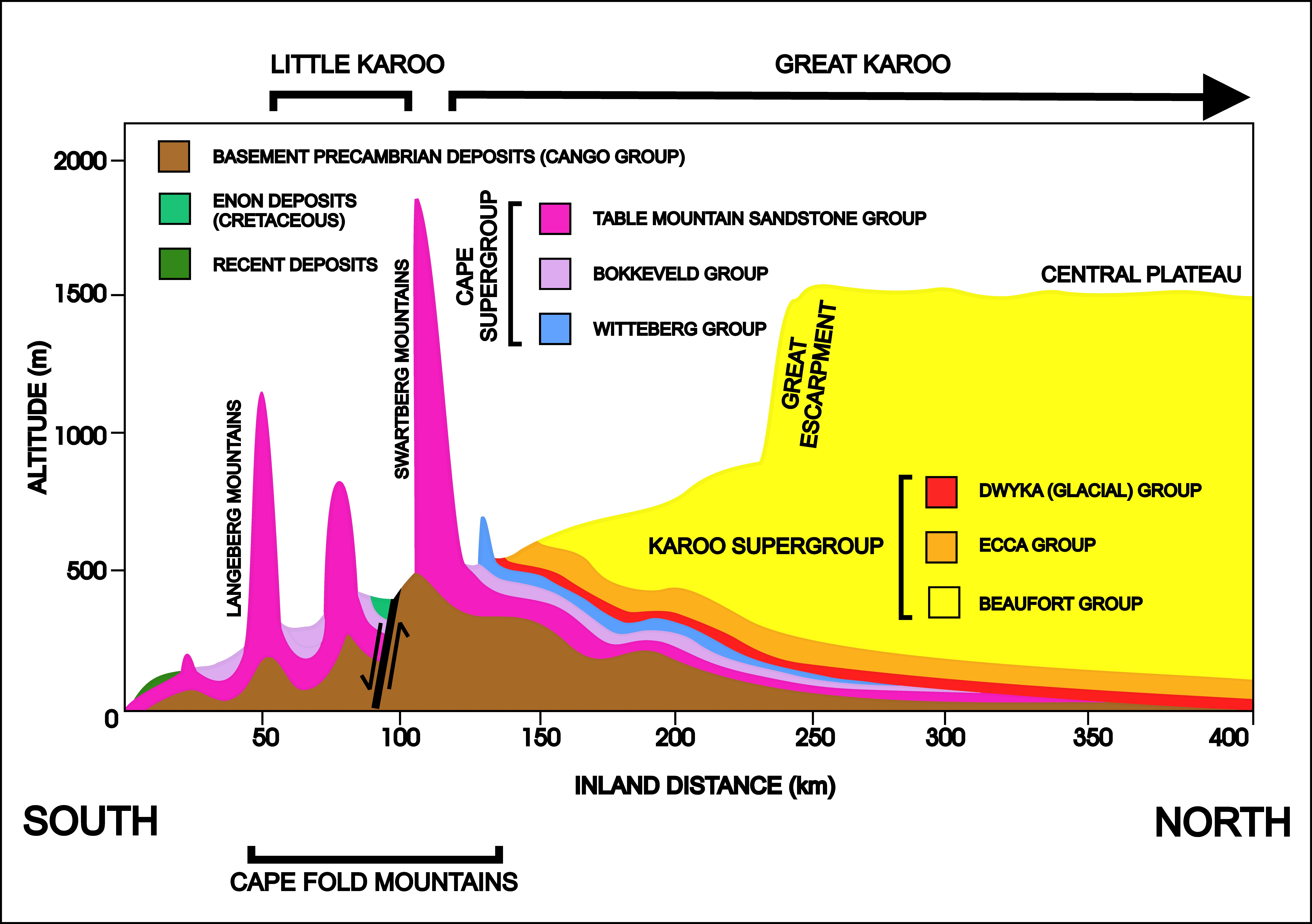
Una secció transversal esquemàtica de 400 km nord-sud a través de la part sud del Cap Occidental, Sud-àfrica, prop de Calitzdorp al Petit Karoo (aproximadament 21° 30' E), que mostra la relació. entre la franja costanera (l'Overberg) i el Petit Karoo, separats per la serralada de Langeberg. La importància de les diferents capes geològiques (capes de colors) es pot trobar als articles sobre el supergrup del Karoo i Cinturó de Plegaments del Cap. La gruixuda línia negra flanquejada per fletxes oposades és la falla que recorre prop de 300 km al llarg de la vora sud de les muntanyes Swartberg. La serralada de Swartberg deu part de la seva gran alçada a l'elevació al llarg d'aquesta falla. Les estructures del subsòl no són a escala.

La serralada discorre aproximadament nord-oest/sud-est a la seva part occidental i en direcció est-oest a la seva secció mitjana i oriental i té aproximadament 250 km de llarg, des de Worcester, passant per Robertson, Montagu, Swellendam, Heidelberg i Riversdal fins a la proximitat de George.
El punt més a l'oest del Langeberg es troba a 5 km a l'est de la ciutat de Worcester; la serralada acaba a uns 20 km al nord de Mosselbaai a l'est. Les planes obertes del Petit Karoo voregen amb el nord de la serralada, mentre que al sud es troben la plana d'Agulhas i el cinturó de blat d'Overberg.
La serralada de Langeberg es compon principalment de pedra arenisca de Table Mountain i la serralada forma part del Cinturó de Plegaments del Cap.

## Ecologia

Reserva natural de Grootvadersbosch a l'àrea de Barrydal de la serra de Langeberg

Als vessants meridionals de la serralada es poden trobar fynbos muntanyosos, amb clapes de bosc afromontans que es troben en profunds congostos aïllats, mentre que als vessants més secs del nord es troba matoll karroid.

### Àrees protegides
Hi ha les següents àrees protegides al llarg de la serra::
- La Reserva natural Marloth, a la zona on es troben els cims més alts
- L'Àrea salvatge de Boosmansbos, que inclou la Reserva Natural de Grootvadersbosch prop de Barrydal
- El Bosc Estatal de Garcia

## Ports de muntanya
La serra està travessada per quatre ports de muntanya, d'oest a est, són:
- Cogmanskloof Pass, que enllaça Montagu amb Ashton.
- Tradouws Pass, que enllaça Barrydale amb Swellendam i Heidelberg
- Garcia's Pass, que enllaça Riversdal i Ladismith
- Cloetes Pass, que enllaça Mosselbaai amb Ladismith